# Далекосхідна державна академія мистецтв
Далекосхідна державна академія мистецтв (рос. Дальневосточная государственная академия искусств) — вищий навчальний заклад у Владивостоці. Заснований у 1962 році як Далекосхідний педагогічний інститут мистецтв, ставши першим в Росії закладом, в якому викладалися три види мистецтв.

## Структура
Інститут включає в себе:
- Музичний факультет
  - Кафедра спеціального фортепіано
  - Кафедра струнних інструментів
  - Кафедра духових та ударних інструментів
  - Кафедра народних інструментів
  - Кафедра сольного співу та оперної підготовки
  - Кафедра хорового диригування
  - Кафедра історії музики
  - Кафедра теорії музики
  - Кафедра камерного ансамблю та концертмейстерського класу
  - Кафедра загального фортепіано
- Театральний факультет
  - Кафедра майстерності актора
  - Кафедра сценічної мови
  - Кафедра сценічного руху й танцю
- Художній факультет
  - Кафедра живопису і малюнка.
- Загальновузівські кафедри
- Аспірантура
- Коледж
- Іноземне відділення
- Додаткова освіта